# 本牧原
本牧原（ほんもくはら）は、神奈川県横浜市中区の町名。丁番を持たない単独町名である。住居表示実施済み区域。

## 地理
中区の南東部にある本牧地区に位置し、東に錦町、西に和田山、南西に本牧和田、南に本牧元町、北に本牧宮原、北東に本牧十二天と接している。
本牧内の商業施設の中心である。また中高層の分譲マンションの中でも高級なものが建っている。

## 歴史

### 沿革
- 1986年（昭和61年）7月21日 - 錦町、本牧三之谷、本牧十二天、本牧町、本牧元町、本牧和田の各一部を編入し、本牧原を新設。併せて住居表示実施[6]。

## 世帯数と人口
2025年（令和7年）6月30日現在（横浜市発表）の世帯数と人口は以下の通りである。
| 丁目   | 世帯数    | 人口    |
| ------ | --------- | ------- |
| 本牧原 | 2,650世帯 | 5,522人 |

### 人口の変遷
国勢調査による人口の推移。
| 年                 | 人口  |
| ------------------ | ----- |
| 1995年（平成7年）  | 3,536 |
| 2000年（平成12年） | 4,285 |
| 2005年（平成17年） | 5,158 |
| 2010年（平成22年） | 5,790 |
| 2015年（平成27年） | 5,845 |
| 2020年（令和2年）  | 5,719 |

### 世帯数の変遷
国勢調査による世帯数の推移。
| 年                 | 世帯数 |
| ------------------ | ------ |
| 1995年（平成7年）  | 1,248  |
| 2000年（平成12年） | 1,628  |
| 2005年（平成17年） | 2,003  |
| 2010年（平成22年） | 2,288  |
| 2015年（平成27年） | 2,365  |
| 2020年（令和2年）  | 2,457  |

## 学区
市立小・中学校に通う場合、学区は以下の通りとなる（2024年11月時点）。
| 番地            | 小学校             | 中学校             |
| --------------- | ------------------ | ------------------ |
| 9〜17番         | 横浜市立本牧小学校 | 横浜市立本牧中学校 |
| 1〜8番 18番以降 | 横浜市立本牧小学校 | 横浜市立大鳥中学校 |

## 事業所
2021年現在の経済センサス調査による事業所数と従業員数は以下の通りである。
| 町丁   | 事業所数  | 従業員数 |
| ------ | --------- | -------- |
| 本牧原 | 171事業所 | 2,119人  |

### 事業者数の変遷
経済センサスによる事業所数の推移。
| 年                 | 事業者数 |
| ------------------ | -------- |
| 2016年（平成28年） | 164      |
| 2021年（令和3年）  | 171      |

### 従業員数の変遷
経済センサスによる従業員数の推移。
| 年                 | 従業員数 |
| ------------------ | -------- |
| 2016年（平成28年） | 1,720    |
| 2021年（令和3年）  | 2,119    |

## 施設
- 横浜市本牧地区センター
- 横浜市中図書館
- 横浜市立大鳥中学校
- イオン本牧
- 横浜本牧原郵便局

## その他

### 日本郵便
- 郵便番号：231-0821[3]（集配局：横浜港郵便局[16]）

### 警察
町内の警察の管轄区域は以下の通りである。
| 番・番地等 | 警察署     | 交番・駐在所   |
| ---------- | ---------- | -------------- |
| 全域       | 山手警察署 | 本牧三之谷交番 |